# Cornelius Sol (architect)
Cornelius Sol (Breda, 2 april 1887 – Lier, 1946) was een Nederlands-Belgische architect die voornamelijk werkzaam was in Lier (België) en in Antwerpen. Hij was afkomstig uit Breda (Nederland), maar zijn ouders emigreerden in 1898 naar Antwerpen. Hij studeerde aan de Academie van Antwerpen, en vestigde zich in Lier.
Hij was werkzaam in Antwerpen (samen met architect Raymond Ceurvorst), maar vooral in Lier, waar hij actief betrokken was bij de wederopbouw na de Eerste Wereldoorlog. Hij werkte eveneens in opdracht van de Lierse Maatschappij voor Goedkoope Woningen, meer bepaald in tuinwijk Pallieter (1922) en de wijk Bogerse Velden (1925).
Zijn stijl evolueerde van een sober eclecticisme over nieuwe zakelijkheid met invloeden van art deco, tot een meer sobere stijl in zijn later oeuvre.

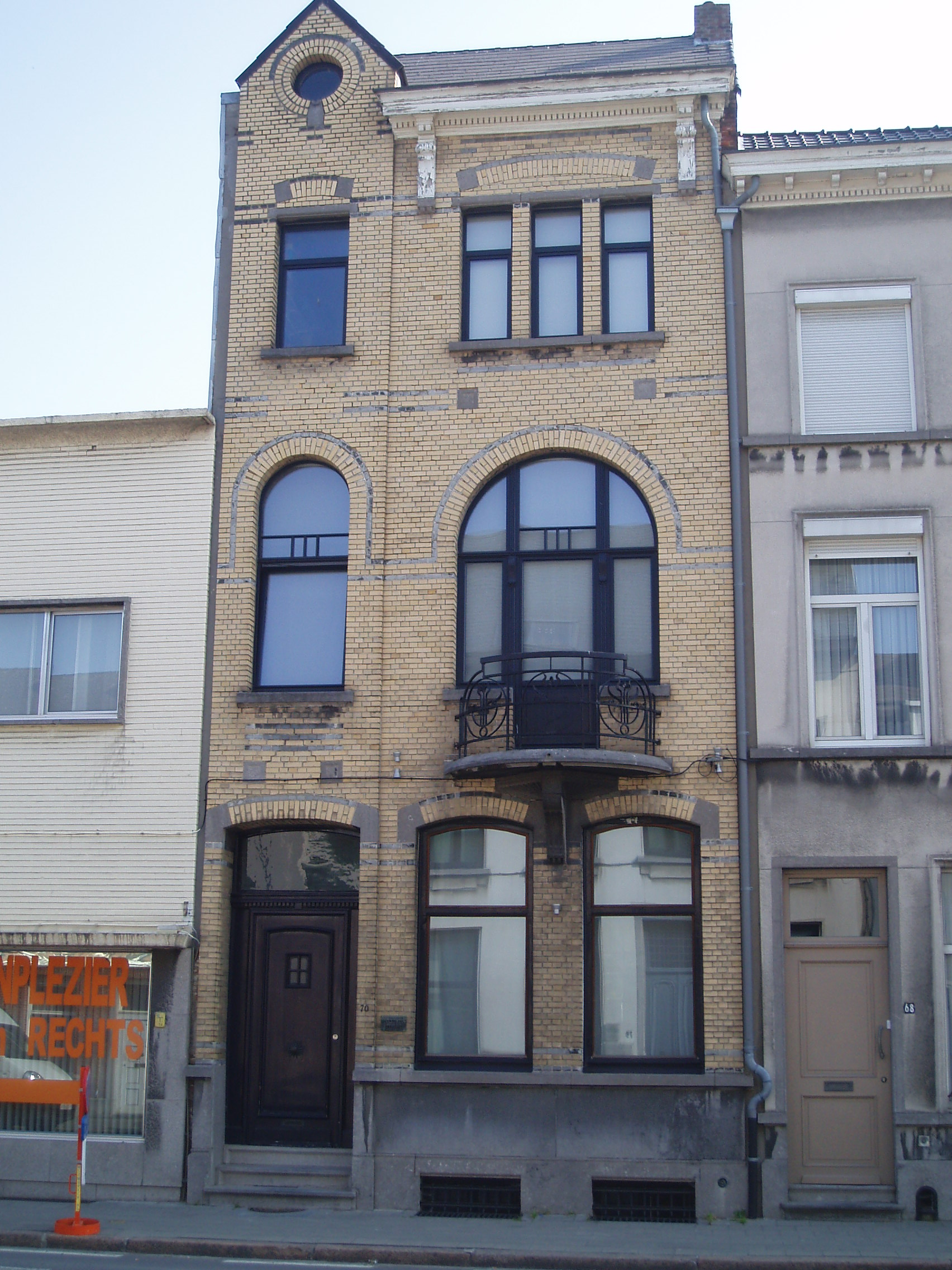
Woning en atelier van de architect in art nouveaustijl, 1910
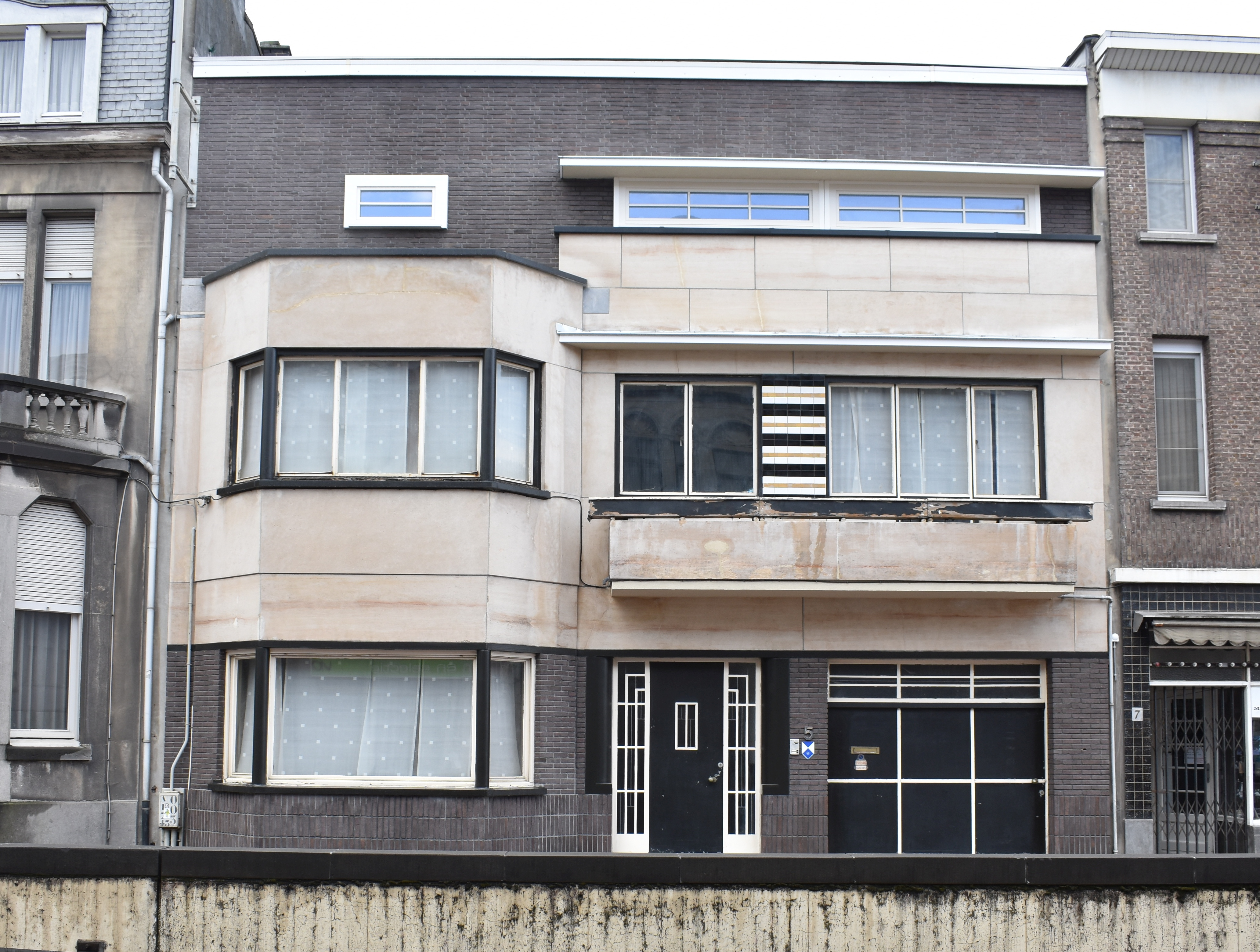
Modernistisch huis, getekend door C. Sol.
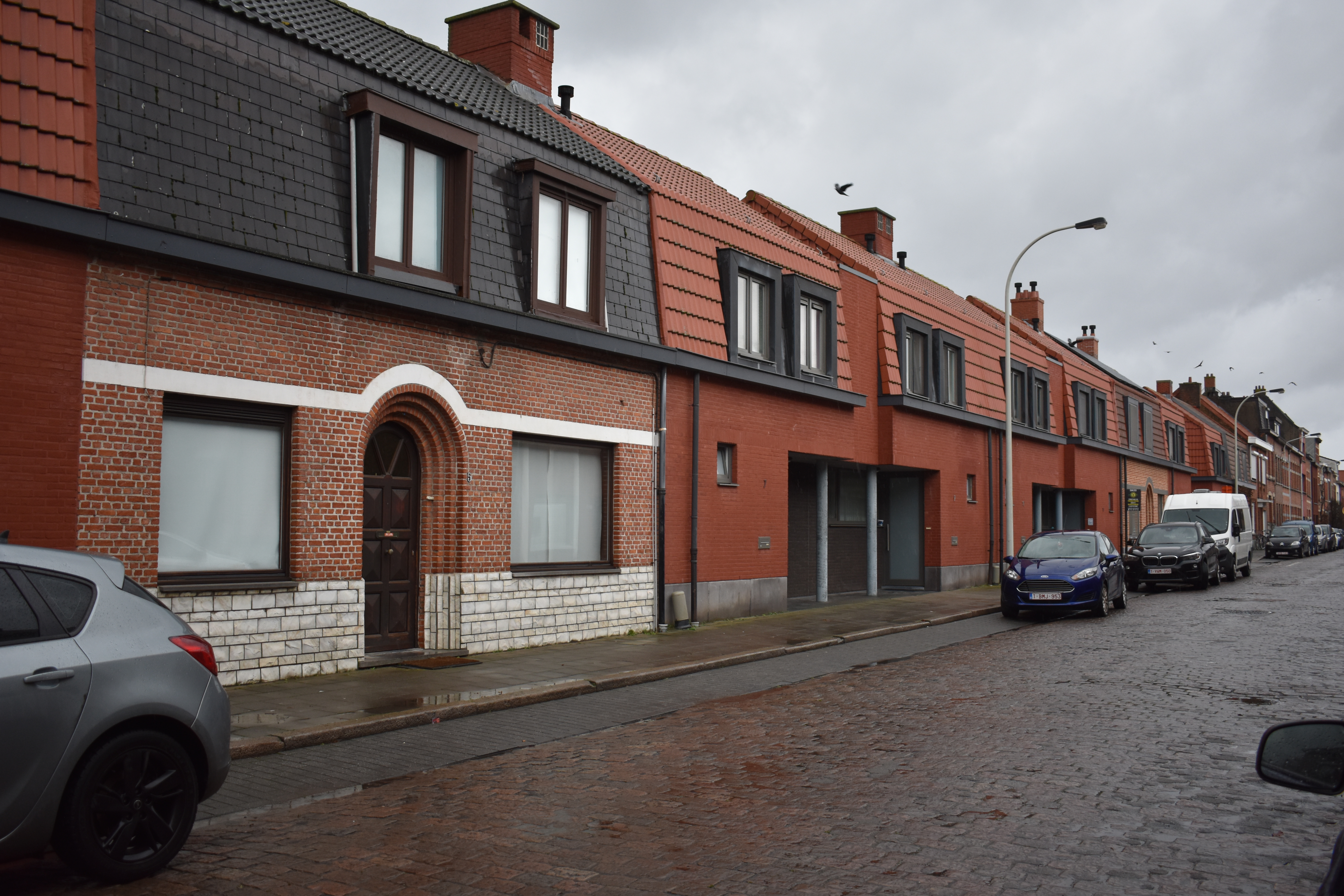
Bogerse Velden
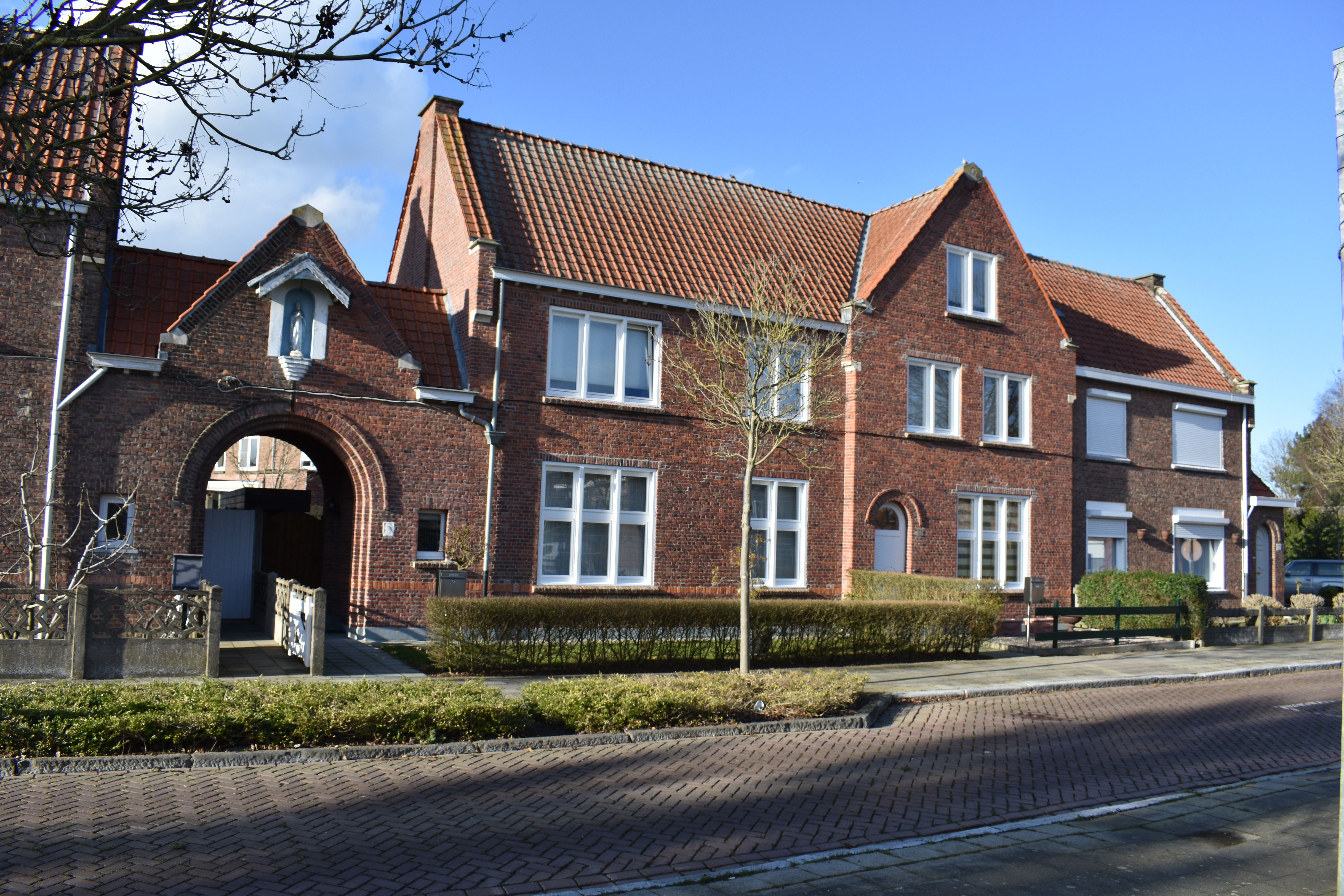
Tuinwijk Pallieter
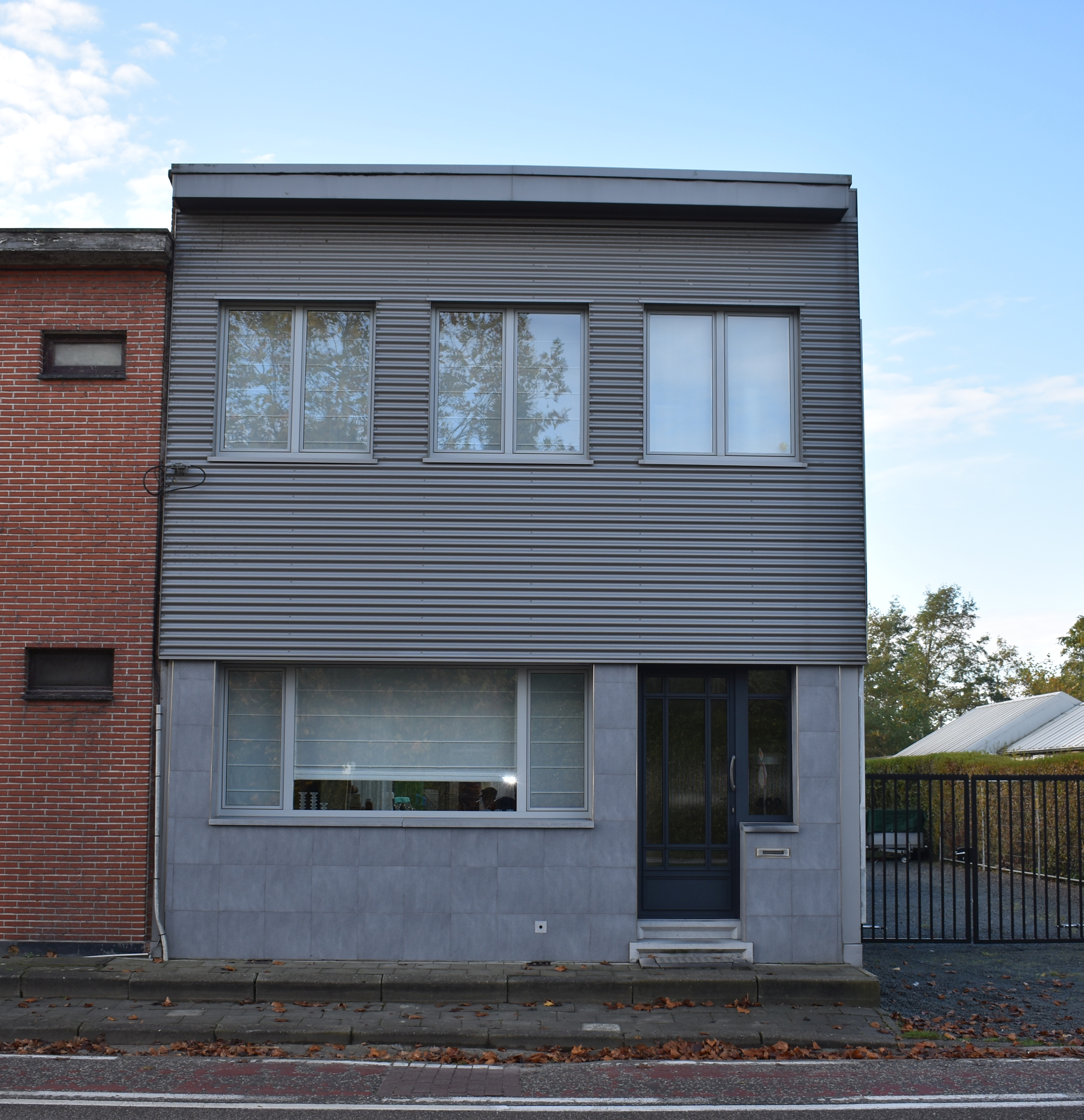
Sober, modernistisch huis